# Erbiceni, Iași
Erbiceni este satul de reședință al comunei cu același nume din județul Iași, Moldova, România. Satul este cunoscut pentru tradițiile sale culturale și istorice, precum și pentru peisajele naturale pitorești.

## Geografie
Satul Erbiceni este situat în partea de nord-est a județului Iași, la o distanță de aproximativ 40 de kilometri de municipiul Iași, reședința județului. Localitatea se află într-o zonă de câmpie, caracterizată prin terenuri agricole fertile și pajiști. Coordonatele geografice ale satului sunt 47°15′ latitudine nordică și 27°10′ longitudine estică.

## Monumente și Atracții Turistice
Satul Erbiceni și împrejurimile sale oferă numeroase atracții turistice, printre care se numără:
- Biserica „Sf. Împărați”, un edificiu religios deosebit, cu o arhitectură specifică zonei Moldovei.
- Peisajele naturale din jurul satului, ideale pentru drumeții și activități în aer liber.
- Evenimentele tradiționale organizate în cadrul satului, care oferă turiștilor ocazia de a descoperi obiceiurile locale.

## Personalități locale
- Constantin Erbiceanu, teolog și elenist, membru și vicepreședinte al Academiei Române.